# Florentius Radewijn
Latinosan Florentius Radewijn, eredeti nevén Floris Radewyns (Leerdam, 1350 körül – Deventer, 1400. március 24.) középkori németalföldi (ma Hollandia) egyházi író, a devotio moderna képviselője.

## Élete
Jómódú németalföldi család sarjaként született Leerdamban. 1378-tól a prágai egyetemen filozófiát, irodalmat és kánonjogot tanulhatott. Tanulmányai végeztével hazatért Németalföldre, és Utrechtben, majd Deventerbe püspöki helynök volt. 1380-ban ő nyitotta meg Közös Élet Testvérei első házát. Mestere és barátja, Geert Groote javaslatára Wormsba ment újabb tanulmányokra, és ott pappá is szentelték. Háza lelki központtá fejlődött, őt pedig a „pater omnium devotorum” címmel tisztelték meg. 1384-ben, Groote halála után a Közös Élet Testvérei kanonoki életszabályokat fogalmazott meg. Ismeretes egy kolostoralapítása is 1386-ban vagy 1387-ben (Windesheimi szabályozott kanonokok). Mivel hamar megnőtt a kolostor lakóinak száma, 1391-ben két új kolostort létesített a számukra (Mariabrunn és Neulicht).
Radewijn Deventerben hunyt el 1400-ban. Életrajzát tanítványa, Kempis Tamás írta meg.

## Művei
Radewijn mesterével, Groote-val szemben keveset írt, és tanításban gyakran felhasználta mások gondolatait. Hangsúlyozta, hogy a korban többek által sürgetett egyházi reformot mindenkinek önmagán kell elkezdenie, illetve, hogy a bensőséges lelki élethez nélkülözhetetlen az egyéni erőfeszítés. Gondolatai hatottak Kempis Tamásra és Loyolai Szent Ignácra. A következő művei ismeretesek:
- Tractatus devotus[1]
- Omnes, inquit, artes[4]
- Multum valet, gondolatainak gyűjteménye[4]
- Levelek[2]
- Dicta, tanítványai által lejegyzett mondások[2][1]